# 500 kilomètres d'Anderstorp FIA GT 2002
Navigation
Édition suivante
Les 500 kilomètres d'Anderstorp 2002 FIA GT, disputées le 30 juin 2002 sur le circuit d'Anderstorp, est la cinquième manche du championnat FIA GT 2002.

## Course

### Classement de la course
Classement à l'issue de la course (vainqueurs de catégorie en gras), :
| Pos.   | Catégorie | N° | Écurie                           | Pilotes                                 | Châssis                   | Pneus | Tours |
| Pos.   | Catégorie | N° | Écurie                           | Pilotes                                 | Moteur                    | Pneus | Tours |
| ------ | --------- | -- | -------------------------------- | --------------------------------------- | ------------------------- | ----- | ----- |
| 1      | GT        | 23 | BMS Scuderia Italia              | Andrea Piccini Jean-Denis Delétraz      | Ferrari 550-GTS Maranello | M     | 84    |
| 1      | GT        | 23 | BMS Scuderia Italia              | Andrea Piccini Jean-Denis Delétraz      | Ferrari 5.9L V12          | M     | 84    |
| 2      | GT        | 1  | Larbre Compétition Chereau       | Christophe Bouchut David Terrien        | Chrysler Viper GTS-R      | M     | 84    |
| 2      | GT        | 1  | Larbre Compétition Chereau       | Christophe Bouchut David Terrien        | Chrysler 8.0L V10         | M     | 84    |
| 3      | GT        | 3  | Team Carsport Holland Racing Box | Mike Hezemans Anthony Kumpen            | Chrysler Viper GTS-R      | P     | 84    |
| 3      | GT        | 3  | Team Carsport Holland Racing Box | Mike Hezemans Anthony Kumpen            | Chrysler 8.0L V10         | P     | 84    |
| 4      | GT        | 4  | Team Carsport Holland Racing Box | Fabrizio Gollin Luca Cappellari         | Chrysler Viper GTS-R      | P     | 84    |
| 4      | GT        | 4  | Team Carsport Holland Racing Box | Fabrizio Gollin Luca Cappellari         | Chrysler 8.0L V10         | P     | 84    |
| 5      | GT        | 22 | BMS Scuderia Italia              | Enzo Calderari Lilian Bryner            | Ferrari 550-GTS Maranello | M     | 83    |
| 5      | GT        | 22 | BMS Scuderia Italia              | Enzo Calderari Lilian Bryner            | Ferrari 5.9L V12          | M     | 83    |
| 6      | GT        | 2  | Larbre Compétition Chereau       | Vincent Vosse Carl Rosenblad            | Chrysler Viper GTS-R      | M     | 83    |
| 6      | GT        | 2  | Larbre Compétition Chereau       | Vincent Vosse Carl Rosenblad            | Chrysler 8.0L V10         | M     | 83    |
| 7      | GT        | 11 | Paul Belmondo Racing             | Paul Belmondo Claude-Yves Gosselin      | Chrysler Viper GTS-R      | P     | 83    |
| 7      | GT        | 11 | Paul Belmondo Racing             | Paul Belmondo Claude-Yves Gosselin      | Chrysler 8.0L V10         | P     | 83    |
| 8      | N-GT      | 54 | Freisinger Motorsport            | Emmanuel Collard Stéphane Ortelli       | Porsche 911 GT3-RS        | D     | 83    |
| 8      | N-GT      | 54 | Freisinger Motorsport            | Emmanuel Collard Stéphane Ortelli       | Porsche 3.6L Flat-6       | D     | 83    |
| 9      | GT        | 9  | Team A.R.T.                      | Jean-Pierre Jarier François Lafon       | Chrysler Viper GTS-R      | P     | 82    |
| 9      | GT        | 9  | Team A.R.T.                      | Jean-Pierre Jarier François Lafon       | Chrysler 8.0L V10         | P     | 82    |
| 10     | N-GT      | 51 | JMB Racing                       | Andrea Bertolini Andrea Garbagnati      | Ferrari 360 Modena N-GT   | P     | 82    |
| 10     | N-GT      | 51 | JMB Racing                       | Andrea Bertolini Andrea Garbagnati      | Ferrari 3.6L V8           | P     | 82    |
| 11     | GT        | 25 | PSI Motorsport                   | Kurt Mollekens Markus Palttala          | Porsche 911 Bi-Turbo      | D     | 82    |
| 11     | GT        | 25 | PSI Motorsport                   | Kurt Mollekens Markus Palttala          | Porsche 3.6L Turbo Flat-6 | D     | 82    |
| 12     | N-GT      | 58 | Autorlando Sport                 | Walter Lechner, Jr. Toto Wolff          | Porsche 911 GT3-RS        | P     | 82    |
| 12     | N-GT      | 58 | Autorlando Sport                 | Walter Lechner, Jr. Toto Wolff          | Porsche 3.6L Flat-6       | P     | 82    |
| 13     | N-GT      | 50 | JMB Racing                       | Christian Pescatori Andrea Montermini   | Ferrari 360 Modena N-GT   | P     | 82    |
| 13     | N-GT      | 50 | JMB Racing                       | Christian Pescatori Andrea Montermini   | Ferrari 3.6L V8           | P     | 82    |
| 14     | N-GT      | 62 | Cirtek Motorsport                | John Nielsen Robin Liddell              | Porsche 911 GT3-RS        | D     | 82    |
| 14     | N-GT      | 62 | Cirtek Motorsport                | John Nielsen Robin Liddell              | Porsche 3.6L Flat-6       | D     | 82    |
| 15     | N-GT      | 64 | Cirtek Motorsport                | Thomas Pichler Raffaele Sangiuolo       | Porsche 911 GT3-R         | D     | 81    |
| 15     | N-GT      | 64 | Cirtek Motorsport                | Thomas Pichler Raffaele Sangiuolo       | Porsche 3.6L Flat-6       | D     | 81    |
| 16     | N-GT      | 72 | Podium Racing                    | Johan Sturesson Hubert Bergh            | Porsche 911 GT3-RS        | D     | 81    |
| 16     | N-GT      | 72 | Podium Racing                    | Johan Sturesson Hubert Bergh            | Porsche 3.6L Flat-6       | D     | 81    |
| 17     | N-GT      | 73 | Podium Racing                    | Marcus Gustavsson Tomas Nyström         | Porsche 911 GT3-RS        | D     | 81    |
| 17     | N-GT      | 73 | Podium Racing                    | Marcus Gustavsson Tomas Nyström         | Porsche 3.6L Flat-6       | D     | 81    |
| 18     | N-GT      | 77 | RWS Motorsport                   | Alexey Vasilyev Nikolai Fomenko         | Porsche 911 GT3-R         | P     | 80    |
| 18     | N-GT      | 77 | RWS Motorsport                   | Alexey Vasilyev Nikolai Fomenko         | Porsche 3.6L Flat-6       | P     | 80    |
| 19     | N-GT      | 55 | Freisinger Motorsport            | Stéphane Daoudi Bert Longin             | Porsche 911 GT3-RS        | D     | 80    |
| 19     | N-GT      | 55 | Freisinger Motorsport            | Stéphane Daoudi Bert Longin             | Porsche 3.6L Flat-6       | D     | 80    |
| 20     | GT        | 28 | JPS Porsche Racing Team          | Bo Jonasson Claés Lund Anders Levin     | Porsche 911 Bi-Turbo      | D     | 79    |
| 20     | GT        | 28 | JPS Porsche Racing Team          | Bo Jonasson Claés Lund Anders Levin     | Porsche 3.6L Turbo Flat-6 | D     | 79    |
| 21     | N-GT      | 75 | Team Eurotech Scandinavian       | Pontus Mörth Thomas Faraas              | Porsche 911 GT3-RS        | D     | 78    |
| 21     | N-GT      | 75 | Team Eurotech Scandinavian       | Pontus Mörth Thomas Faraas              | Porsche 3.6L Flat-6       | D     | 78    |
| 22     | N-GT      | 53 | JMB Competition                  | Peter Kutemann Iradj Alexander          | Ferrari 360 Modena N-GT   | P     | 75    |
| 22     | N-GT      | 53 | JMB Competition                  | Peter Kutemann Iradj Alexander          | Ferrari 3.6L V8           | P     | 75    |
| 23     | GT        | 16 | Proton Competition               | Gerold Ried Christian Ried              | Porsche 911 GT2           | Y     | 75    |
| 23     | GT        | 16 | Proton Competition               | Gerold Ried Christian Ried              | Porsche 3.6L Turbo Flat-6 | Y     | 75    |
| 24     | N-GT      | 52 | JMB Competition                  | Pietro Gianni Tony Ring                 | Ferrari 360 Modena N-GT   | P     | 73    |
| 24     | N-GT      | 52 | JMB Competition                  | Pietro Gianni Tony Ring                 | Ferrari 3.6L V8           | P     | 73    |
| 25     | N-GT      | 76 | RWS Motorsport                   | Michele Merendino Antonio García        | Porsche 911 GT3-R         | P     | 64    |
| 25     | N-GT      | 76 | RWS Motorsport                   | Michele Merendino Antonio García        | Porsche 3.6L Flat-6       | P     | 64    |
| 26 DNF | GT        | 15 | Lister Storm Racing              | Bobby Verdon-Roe (en) John Knapfield    | Lister Storm              | D     | 42    |
| 26 DNF | GT        | 15 | Lister Storm Racing              | Bobby Verdon-Roe (en) John Knapfield    | Jaguar 7.0L V12           | D     | 42    |
| 27 DNF | GT        | 29 | Henrik Roos Team                 | Henrik Roos Magnus Wallinder            | Chrysler Viper GTS-R      | D     | 42    |
| 27 DNF | GT        | 29 | Henrik Roos Team                 | Henrik Roos Magnus Wallinder            | Chrysler 8.0L V10         | D     | 42    |
| 28 DNF | GT        | 14 | Lister Storm Racing              | Jamie Campbell-Walter Nicolaus Springer | Lister Storm              | D     | 25    |
| 28 DNF | GT        | 14 | Lister Storm Racing              | Jamie Campbell-Walter Nicolaus Springer | Jaguar 7.0L V12           | D     | 25    |
| 29 DNF | N-GT      | 60 | JVG Racing                       | Jürgen von Gartzen Ian Khan             | Porsche 911 GT3-RS        | P     | 25    |
| 29 DNF | N-GT      | 60 | JVG Racing                       | Jürgen von Gartzen Ian Khan             | Porsche 3.6L Flat-6       | P     | 25    |
| 30 DNF | GT        | 12 | Paul Belmondo Racing             | Fabio Babini Marc Duez                  | Chrysler Viper GTS-R      | P     | 24    |
| 30 DNF | GT        | 12 | Paul Belmondo Racing             | Fabio Babini Marc Duez                  | Chrysler 8.0L V10         | P     | 24    |